# Semnia auritalis
Semnia auritalis är en fjärilsart som beskrevs av Jacob Hübner. Semnia auritalis ingår i släktet Semnia och familjen mott. Inga underarter finns listade i Catalogue of Life.